# Arthur F. Raper
Arthur Franklin Raper (* 8. November 1899 in Davidson County, North Carolina; † 10. August 1979 in Fairfax, Virginia) war ein US-amerikanischer Soziologe, Hochschullehrer sowie Autor. In Büchern wie The Tragedy of Lynching (1933) und Preface to Peasantry. A Tale of Two Black Belt Counties (1936) untersuchte er die Lynchjustiz und die Lebensbedingungen von afroamerikanischen Kleinbauern in den Südstaaten.

## Leben

### Studium, berufliche Tätigkeiten und Hochschullehrer
Arthur Franklin Raper, Sohn von William Franklin „Frank“ Raper und Julia S. Crouse, begann nach dem Schulbesuch zunächst ein grundständiges Studium an der University of North Carolina at Chapel Hill, welches er 1924 mit einem Bachelor of Arts (BA) beendete. Ein darauf folgendes postgraduales Studium der Soziologie an der Vanderbilt University und schloss dieses 1925 mit einem Master of Arts (MA Sociology) ab. Er trat während des Studiums der akademischen Ehrengesellschaft Phi Beta Kappa bei. Er war zwischen 1926 und 1939 unter dem Vorsitzenden Will W. Alexander Forschungssekretär der Kommission für interrassische Zusammenarbeit (Commission on Interracial Cooperation), eine Organisation, die 1918 nach gewalttätigen Rassenunruhen in mehreren Städten des Südens im Jahr 1917 gegründet wurde. Er schloss in dieser Zeit 1931 seine Promotion zum Doctor of Philosophy (Ph.D. Sociology) an der University of North Carolina at Chapel Hill ab und war daraufhin zwischen 1932 und 1939 Lehrbeauftragter am Agnes Scott College in Decatur. Danach war er Mitarbeiter der von Gunnar Myrdal geleiteten und von der Carnegie Corporation of New York finanzierten Untersuchung zur Situation der Afroamerikaner in den USA, die 1944 in dem von Myrdal veröffentlichten Buch An American Dilemma. The Negro Problem and Modern Democracy dargestellt wurde.
1942 wechselte Raper ins Landwirtschaftsministerium (US Department of Agriculture) und war dort bis 1950 als Forschungswissenschaftler tätig. Er arbeitete zwischen 1952 und 1962 für die United States Foreign Operations Administration, eine Verwaltungsbehörde zur Zentralisierung aller Regierungsoperationen zur kooperativen Entwicklung wirtschaftlicher und militärischer Stärke unter den Nationen der „freien Welt“ im Kalten Krieg, beziehungsweise der daraus 1955 hervorgegangenen International Cooperation Administration (ICA). Daraufhin war er von 1962 bis 1964 Mitarbeiter der Pakistan Academy for Rural Development. Zuletzt übernahm er 1964 eine Professur an der Abteilung für Asienwissenschaften (Asian Studies) der Michigan State University und lehrte dort bis 1967. Aus seiner am 12. Juni 1929 geschlossenen Ehe mit Martha Elizabeth Jarrell (1905–1979), die für das Office of Foreign Agricultural Relations tätig war, gingen die drei Söhne Charles Franklin, Harrison Crouse und Arthur Jarrell Raper sowie die Tochter Margaret Raper Hummon hervor.

### Soziologische Studien
1933 erschien Rapers Hauptwerk The Tragedy of Lynching, in dem er sich mit Berichten und Analysen zu mehr als 20 Lynchmorden befasste, die 1930 in Amerika stattfanden, und die von einer Kommission erstellt wurden, die sich aus Gelehrten und Ermittlern aus dem Süden zusammensetzt. Jeder Lynchmord wird detailliert untersucht, einschließlich der Zusammensetzung des Mobs, des Verhaltens der Polizei und des wirtschaftlichen Hintergrunds des Gebiets, in dem das Verbrechen begangen wurde.
Preface to Peasantry. A Tale of Two Black Belt Counties (1936) war eine Darstellung der kulturellen Wandels im ländlichen Süden und der Sozialreformen des New Deal. Diese soziologische Studie war das Ergebnis einer siebenjährigen Untersuchung des sozialen und wirtschaftlichen Verhältnisse in Georgia, der von der afroamerikanischen Emigration aus dem ländlichen Süden in die Städte des Nordens und des Neuen Südens geprägt war. Die Studie konzentrierte sich auf die landwirtschaftliche Depression in Greene County, ohne landwirtschaftlichen Boden und mit einer schnell abnehmenden schwarzen Bevölkerung, und die gegensätzliche wirtschaftliche Stabilität von Macon County, wo das Ackerland ertragreich blieb und die Bevölkerung keinen nennenswerten Umbruch erlitten hatte. Er beschrieb das Plantagensystem als Grund der Abhängigkeit und Verantwortungslosigkeit der Afroamerikaner. Aus seiner Sicht würden ohne soziale Programme, die die Rassen- und Wirtschaftspolitik des Südens wesentlich veränderten, afroamerikanische Pächter und Kleinbauern zu einer dauerhaft unterworfenen Bauernklasse. In seiner unveröffentlichten Studie Race and Class Pressures (1940) zum Polizeisystem in den Südstaaten befand, wurden African Americans am häufigsten in den Städten Opfer tödlicher Polizeigewalt. Eine wesentliche Ursache hierfür lag darin, dass in größeren Städten aufgrund der steten Zuwanderung weißer und schwarzer Arbeitskräfte und der dadurch entstehenden Konkurrenzsituation ein hohes Konfliktpotenzial existierte.
In seinem 1941 mit Ira De Augustine Reid veröffentlichten Buch Sharecroppers All erweiterte Raper den landwirtschaftlich geprägten Begriff des sogenannten „Sharecropping“, um viele Nichtlandarbeiter einzuschließen, um Themen wie niedrige Löhne, Unsicherheit, fehlende Möglichkeiten zur Selbstbestimmung und verantwortungsvollen Teilnahme an Gemeinschaftsangelegenheiten auch auf diese anzuwenden. Das nationale Muster der Ausbeutung kam seiner Meinung besonders im Süden zum Ausdruck, wo überall Unterschiede drohten, die demokratische Bemühungen zunichtezumachen würden.
Tenants of the Almighty, das 1943 während seiner Tätigkeit für das US-Landwirtschaftsministerium mit Fotografien von Jack Delano erschien, baute auf seine früheren Studien auf und stellte wiederum die Geschichte von Greene County und sein einheitliches Farmprogramm dar.

## Veröffentlichungen
- The Tragedy of Lynching, 1933, Neuauflage 2012, ISBN 978-0-48614-9-196
- Preface to Peasantry. A Tale of Two Black Belt Counties, 1936, Neuauflage 2005, ISBN 978-1-57003-6-033
- Sharecroppers All, Mitautor Ira De Augustine Reid, 1941, Neuauflage 2011, ISBN 978-0-80789-8-178
- Tenants of the Almighty, 1943
- The Japanese Village in Transition, 1950[8]
- Guide to Agriculture, U.S.A., Mitautorin Martha Jarrell Raper, US Agriculture Department, Office of Foreign Agricultural Relations/Bureau of Agricultural Economics, 1951 (Onlineversion)
- A Graphic Presentation of Rural Trends, US Agriculture Department, Bureau of Agricultural Economics, 1952 (Onlineversion)
- Rural Development in Action. The Comprehensive Experiment at Comilla, East Pakistan, 1970, ISBN 978-0-80140-5-709

## Hintergrundliteratur
- The New Encyclopedia of Southern Culture. Volume 20: Social Class, 2012, ISBN 978-0-80788-2-542, S. 430 f. (Onlineversion (Auszug))
- Daniel Joseph Singal: The War Within. From Victorian to Modernist Thought in the South, 1919–1945, 1982, Neuauflage 2014, ISBN 978-1-46961-6-278 (Onlineversion (Auszug))
- Race, Crime, and Justice. A Reader, 2013, ISBN 978-1-13539-8-637 (Onlineversion (Auszug))
- Olaf F. Larson, Edward O. Moe, Julie N. Zimmerman, Yvonne B. Oliver: Sociology In Government. A Bibliography Of The Work Of The Division Of Farm Population And Rural Life, US Department Of Agriculture, 1919–1953, 2019, ISBN 978-1-00031-2-126 (Onlineversion (Auszug))